# 오스트레일리아의 가수 목록

## 가
- 나탈리 고우시

## 다
- 아누샤 단데르카

## 마
- 코니 미첼

## 바
- 마할리아 반즈
- 셰릴 바커

## 사
- 소피 세라피노
- 넬리 스튜어트

## 아
- 크리스틴 아누
- 프란시스 알다

## 자
- 레베카 세인트 제임스
- 헤일리 젠슨

## 차
- 케시 챔버스

## 카
- 데보라 콘웨이
- 피비 킬더르

## 하
- 마샤 하인즈
- 켈리 호그가 르트